# Михаило Ђурић (народни херој)
Михаило Ђурић (Горње Водичево, код Босанског Новог, 12. децембар 1917 — околина Санског Моста, август 1942), учесник Народноослободилачке борбе и народни херој Југославије.

## Биографија
Рођен је 12. децембра 1917. године у селу Горње Водичево, код Босанског Новог. У породици са 20 чланова, средњег имовног стања, Михаило је стекао само основно школовање. Године 1931. ортишао је у Београд, где је изучавао машинбраварски занат, који је завршио 1934. године.
Као калфа радио је једно вријеме у Новом Саду. Још као ученик повезао се са напредним радничком омладином, тако да са братом од стрица, Славком Ђурићем, учествује 1937. године у штрајку металских радника. Као члан УРСС-ових синдиката учествовао је 1938. године и у студентским демонстрацијама, када је био ухапшен.
Шестоаприлско бомбардовање и окупација Краљевине Југославије затекли су га у Београду. Када се вратио у родни крај, активно је учествовао у припремама за устанак. У масовном покрету народа на Добрљин, 30. јула 1941. године Михаило је с пиштољем, који је донео из Београда, савладо првог усташу, и дошао до карабина.
Када је међу устанике Козаре дошао Јосип Мажар Шоша, народни херој, тада члан Штаба Козарског одреда, да формира партизански чету, Михаило је био међу првима који је неуким устаницима помагао да схвате предности партизанског начина ратовања, над развученим фронтовима око Козаре. Као десетар чете са Медњака, он се нарочито истакао у диверзантским акцијама на Волињском и Стрижанском мосту и заседама дуж железничке пруге Суња-Нови Град-Бања Лука. Тих устаничких дана 1941. године постао је члан Комунистичке партије Југославије.
Учествовао је у свим борбама које је водила његова чета на Драксенићу и Турјаку, Подградцима и Мраковици, у сламању отпора у Козарцу и ослобођењу Приједора. Крајем марта 1942. године, као командир чете, која је од прваца Бање Луке обезбеђивала слободну територију Козаре, Михаило је неуморно радио, како на војној обуци и оспособљавању омладинаца у чети за предстојеће борбе тако и на организовању СКОЈ-а, АФЖ-а и на стваеању првих органа народне власти.
На овом положају, његова чета прва се сукобила са јаким непријатељским снагама, опремљеним тенковима и артиљеријом, које су 10. јуна 1942. године кренуле на Козару. У овој офанзиви његова чета водила је непрестане борбе, које су трајале више од месец дана на секторима од Крњина и Мраковице, до Витловске и Мљечанице; пошто више није био могућ пробој из обруча, чета је распоређена у мање групе које су, маневришући појединачно, сачувале своју живу снагу.
Када је 2. августа 1942. године, у селу Бошњацима, формирана Друга крајишка ударна бригада, постављен је за командира Треће чете Другог батаљона. У првој акцији бригаде, Михаило креће на Врхпоље, важно усташко упориште на путу између Кључа и Санског Моста. У нападу на Врхпољски мост, у обрачуну с јединм усташом, на средини моста, трошна ограда није издржала и обојица су пали у плаховиту реку.
Целокупна Михаилова породица учествовала је у Народноослободилачкој борби. Од петорице браће тројица су погинула, а мајка и једна сестра пале су као жртве усташког терора на Козари.
Одлуком Врховног штаба НОВ и ПОЈ, 9. септембра 1942. године, проглашен је за народног хероја, међу првим борцима НОВ и ПОЈ. У „Билтену Врховног штаба“ бр 20-22 о проглашењу Михаила Ђурића за народног хероја пише:
По одлуци Врховног штаба НОВ и ПОЈ даје се назив народног хероја другу Ђурићу Михаилу, командиру 3. чете III батаљона II крајишке бригаде. Друг Ђурић је прошао кроз најтеже борбе козарских партизана. За вријеме посљедње непријатељске офанзиве на Козари он се показао као прави херој свога народа. У посљедњој акцији код Врхпоља показао се до краја одан свом народу. На мосту који је хтио да запали погинуо је херојском смрћу са посљедним ријечима »Напријед, другови, мост се мора запалити«.